# Roemeense keuken
De Roemeense keuken heeft veel Hongaarse, Oostenrijkse, Slavische, Turkse en Griekse invloeden in zich opgenomen. Er wordt veel vlees, onder andere varkenvlees, in Roemenië gegeten.
Enkele Roemeense gerechten zijn:

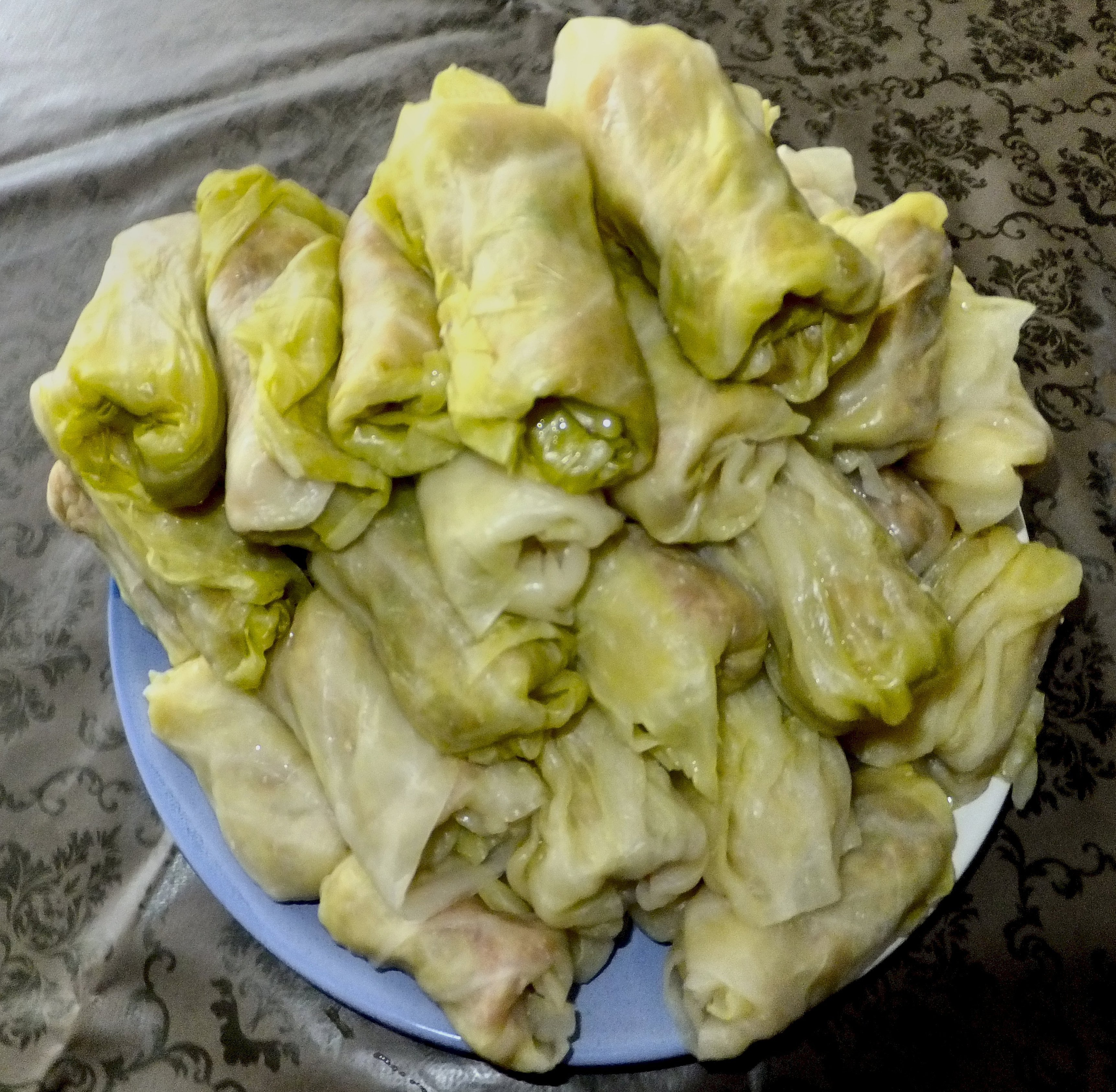
Sarmale

- Aardappelsalade (salata de cartofi taranesca)
- Roemeense Cake
- Ciorbă
- dadelsnoepjes Halwa Ditzmar
- Forel vleesballen
- Gebak Rolade de Bescit
- Gulyas
- Koolrolletjes
- Koffie Nes
- Mămăligă, een soort maisbrij
- Moussaka
- Pastrami
- Sarmale, koolrolletjes gevuld met gehakt, kruiden en rijst
- Mititei, scherpe saucijsjes van een gekruid gehakt
- Varză à la Cluj, een ovenschotel van zuurkool en gehakt
- Tochitură
- Spinaziesoep
- Tuica met bladerdeeghapjes
- Uien Gevulde
- Exotische Vruchtensalade (salata de fructe exotice)

Iedere regio heeft zijn eigen specialiteiten.

## Kazen
De naam voor (witte) kaas is "brânză", dat van Dacische oorsprong is. Roemeense kaas wordt meestal van schapen- of koeienmelk gemaakt.
- brânză de burduf
- brânză de vaci
- brânză topită
- caș
- cașcaval
- telemea
- urdă

## Desserts

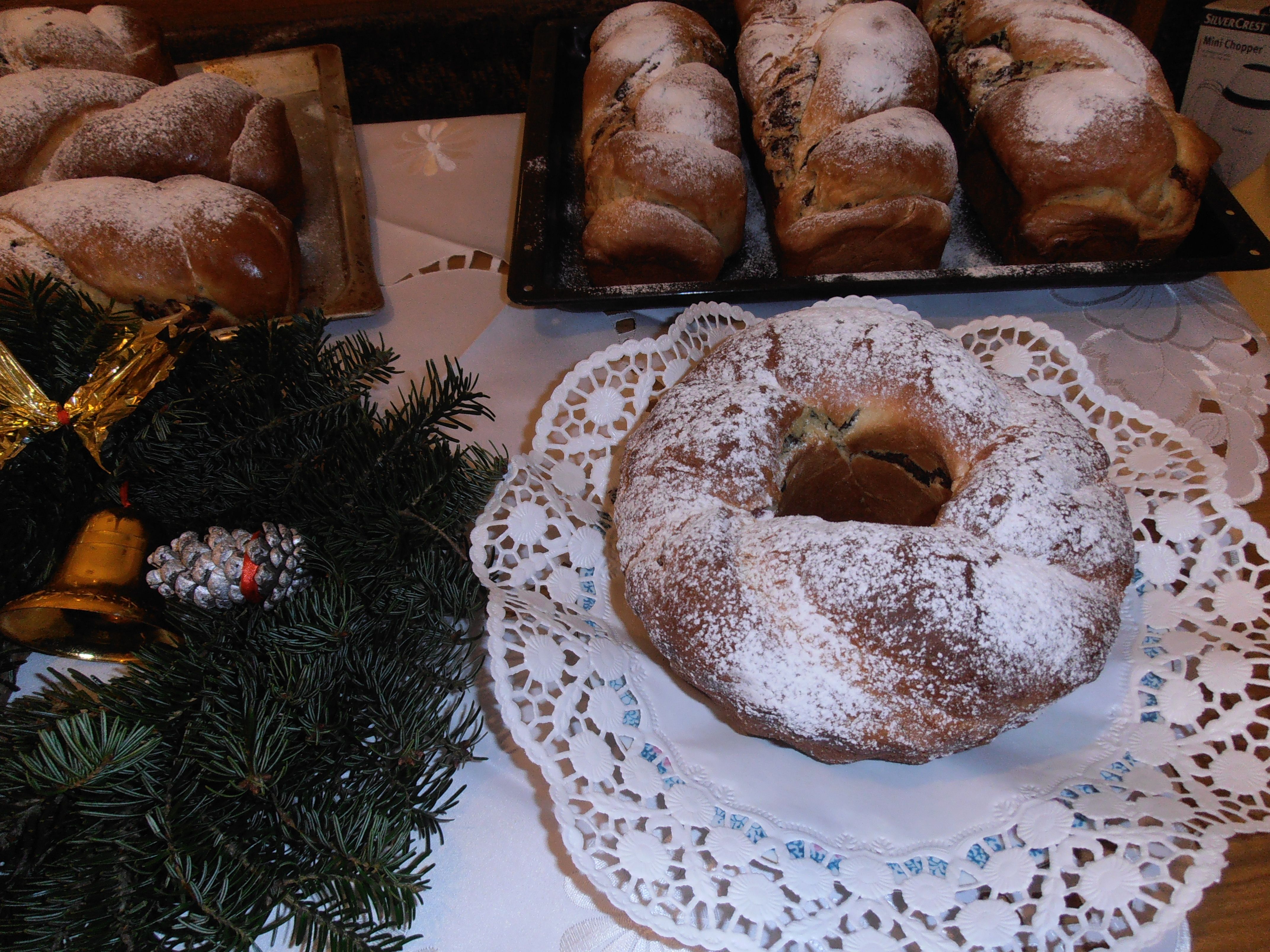
Cozonac

- baclava
- covrigi
- gogoși (donuts)
- halva
- rahat
- plăcintă (taart)
- clătite (pannenkoeken)
- colivă
- cozonac
- orez cu lapte (rijst met melk)
- griș cu lapte
- lapte de pasăre
- cremă de zahăr ars

## Drank
Wijn en bier wordt veel gedronken bij de Roemenen. Hun wijn is een witte wijn. Iedere streek kent zijn eigen wijn of biersoort.
- socată
- bere (bier)
- palincă
- rachiu (fruitbrandewijn)
- secărică
- turț
- țuică (pruimenjenever)
- vișinată (soort kersenlikeur)
- vin (wijn)